# Willem Van Schuerbeeck
Pour les articles homonymes, voir Schuerbeeck.
Willem Van Schuerbeeck, né le 24 octobre 1984 à Merchtem, est un coureur de fond belge dont la course de prédilection est le marathon.